# Élections législatives de 1981 dans la Loire
Les élections législatives françaises de 1981 dans la Loire se déroulent les 14 et 21 juin 1981.

## Élus
| Circonscription | Député sortant   | Parti | Parti     | Député élu ou réélu | Parti | Parti    |
| --------------- | ---------------- | ----- | --------- | ------------------- | ----- | -------- |
| 1re             | Michel Durafour  |       | UDF (Rad) | Paul Chomat         |       | PCF      |
| 2e              | Lucien Neuwirth  |       | RPR       | Bruno Vennin        |       | PS       |
| 3e              | André Chazalon   |       | UDF (CDS) | Jacques Badet       |       | PS       |
| 4e              | Théo Vial-Massat |       | PCF       | Théo Vial-Massat    |       | PCF      |
| 5e              | Jean Auroux      |       | PS        | Jean Auroux         |       | PS       |
| 6e              | Pascal Clément   |       | UDF (PR)  | Pascal Clément      |       | UDF (PR) |
| 7e              | Henri Bayard     |       | UDF (PR)  | Henri Bayard        |       | UDF (PR) |

## Positionnement des partis
Le Parti socialiste et le Parti communiste français, sous l'appellation « majorité d'union de la gauche », se présentent dans les sept circonscriptions du département. Dans la 1re (Saint-Étienne-Nord), l'ancienne candidate du PSU à l'élection présidentielle, Huguette Bouchardeau, est soutenue par le PS. C'est l'unique candidature commune des deux mouvements politiques au niveau national.
La majorité sortante, réunie dans l'Union pour la nouvelle majorité (UNM), soutient elle aussi des candidats dans l'ensemble des circonscriptions, dont quatre députés sortants : Michel Durafour, Pascal Clément et Henri Bayard pour l'UDF, Lucien Neuwirth pour le RPR. Dans la 3e circonscription (Saint-Chamond), le député sortant André Chazalon se représente, en tant que suppléant de Guy Le Coq. L'UNM compte finalement 6 candidats UDF et 3 RPR et dans les 1re et 5e circonscription (Roanne), la coalition électorale présente deux candidats.
Quant aux écologistes, il se présentent dans les deux circonscriptions de Saint-Étienne et celle de Saint-Chamond, dont deux pour le Mouvement d'écologie politique, et le Parti socialiste unifié présente un candidat sous l'étiquette « Alternative 81 » dans la 4e circonscription.
Enfin, on compte 3 candidats de centre gauche qui se réclament de la nouvelle majorité présidentielle, 4 d'extrême gauche (2 LO, 1 LCR et 1 CCA) et 1 du Parti des forces nouvelles (PFN) pour l'extrême droite.

## Résultats

### Résultats à l'échelle du département
| Parti          | Parti                                      | Premier tour | Premier tour | Second tour | Second tour | Sièges |
| Parti          | Parti                                      | Voix         | %            | Voix        | %           | Sièges |
| -------------- | ------------------------------------------ | ------------ | ------------ | ----------- | ----------- | ------ |
|                | Parti socialiste                           | 104 601      | 33,36        | 62 179      | 32,23       | 3      |
|                | Parti communiste français                  | 52 563       | 16,76        | 43 007      | 22,29       | 2      |
|                | Parti socialiste unifié - Parti socialiste | 8 365        | 2,67         | Retrait     | Retrait     | 0      |
|                | Majorité présidentielle                    | 165 529      | 52,79        | 105 186     | 54,53       | 5      |
|                |                                            |              |              |             |             |        |
|                | Union pour la démocratie française         | 100 074      | 31,91        | 62 105      | 32,19       | 2      |
|                | Rassemblement pour la République           | 35 897       | 11,45        | 25 611      | 13,28       | 0      |
|                | Union pour la nouvelle majorité            | 135 971      | 43,36        | 87 716      | 45,47       | 2      |
|                |                                            |              |              |             |             |        |
|                | Divers écologiste (dont MEP)               | 4 555        | 1,45         |             |             | 0      |
|                | Centre gauche                              | 3 216        | 1,03         | 0           |             |        |
|                | Parti des forces nouvelles                 | 2 166        | 0,69         | 0           |             |        |
|                | Extrême gauche (dont LO et LCR)            | 1 193        | 0,38         | 0           |             |        |
|                | Parti socialiste unifié                    | 941          | 0,30         | 0           |             |        |
|                |                                            |              |              |             |             |        |
| Inscrits       | Inscrits                                   | 475 527      | 100,00       | 272 905     | 100,00      | 7      |
| Abstentions    | Abstentions                                | 157 991      | 33,22        | 75 880      | 27,8        |        |
| Votants        | Votants                                    | 317 536      | 66,78        | 197 025     | 72,2        |        |
| Blancs et nuls | Blancs et nuls                             | 3 965        | 1,25         | 4 123       | 2,09        |        |
| Exprimés       | Exprimés                                   | 313 571      | 98,75        | 192 902     | 97,91       |        |

### Résultats par circonscription

#### Première circonscription (Saint-Étienne-Nord)
| Candidat       | Candidat                | Parti              | Premier tour | Premier tour | Second tour | Second tour |  |
| Candidat       | Candidat                | Parti              | Voix         | %            | Voix        | %           |  |
| -------------- | ----------------------- | ------------------ | ------------ | ------------ | ----------- | ----------- |  |
|                | Michel Durafour sortant | UDF (Rad)          | 11 732       | 33,91        | 19 195      | 49,36       |  |
|                | Paul Chomat élu         | PCF                | 8 491        | 24,54        | 19 689      | 50,64       |  |
|                | Huguette Bouchardeau    | PSU (PS)           | 8 365        | 24,18        | Retrait     | Retrait     |  |
|                | Martine Victoire        | RPR (UNM)          | 3 432        | 9,92         |             |             |  |
|                | Michel Grossmann        | Divers gauche (CG) | 1 428        | 4,13         |             |             |  |
|                | Françoise Reynaud       | MÉP                | 905          | 2,62         |             |             |  |
|                | Michel Petiot           | LO                 | 247          | 0,71         |             |             |  |
|                |                         |                    |              |              |             |             |  |
| Inscrits       | Inscrits                | Inscrits           | 57 285       | 100,00       | 57 285      | 100,00      |  |
| Abstentions    | Abstentions             | Abstentions        | 22 341       | 39           | 17 007      | 29,69       |  |
| Votants        | Votants                 | Votants            | 34 944       | 61           | 40 278      | 70,31       |  |
| Blancs et nuls | Blancs et nuls          | Blancs et nuls     | 344          | 0,98         | 1 394       | 3,46        |  |
| Exprimés       | Exprimés                | Exprimés           | 34 600       | 99,02        | 38 884      | 96,54       |  |

#### Deuxième circonscription (Saint-Étienne-Sud)
| Candidat       | Candidat                | Parti              | Premier tour | Premier tour | Second tour | Second tour |  |
| Candidat       | Candidat                | Parti              | Voix         | %            | Voix        | %           |  |
| -------------- | ----------------------- | ------------------ | ------------ | ------------ | ----------- | ----------- |  |
|                | Lucien Neuwirth sortant | RPR (UNM)          | 21 099       | 45,44        | 25 611      | 47,75       |  |
|                | Bruno Vennin élu        | PS                 | 15 497       | 33,37        | 28 025      | 52,25       |  |
|                | François Tomas          | PCF                | 7 960        | 17,14        |             |             |  |
|                | Christian Brodhag       | MÉP                | 1 207        | 2,60         |             |             |  |
|                | Pierre Bricout          | Divers gauche (CG) | 458          | 0,99         |             |             |  |
|                | Sigrid Duraj            | LCR                | 216          | 0,47         |             |             |  |
|                |                         |                    |              |              |             |             |  |
| Inscrits       | Inscrits                | Inscrits           | 77 330       | 100,00       | 77 330      | 100,00      |  |
| Abstentions    | Abstentions             | Abstentions        | 30 575       | 39,54        | 23 136      | 29,92       |  |
| Votants        | Votants                 | Votants            | 46 755       | 60,46        | 54 194      | 70,08       |  |
| Blancs et nuls | Blancs et nuls          | Blancs et nuls     | 318          | 0,68         | 558         | 1,03        |  |
| Exprimés       | Exprimés                | Exprimés           | 46 437       | 99,32        | 53 636      | 98,97       |  |

#### Troisième circonscription (Saint-Chamond)
| Candidat       | Candidat          | Parti          | Premier tour | Premier tour | Second tour | Second tour |  |
| Candidat       | Candidat          | Parti          | Voix         | %            | Voix        | %           |  |
| -------------- | ----------------- | -------------- | ------------ | ------------ | ----------- | ----------- |  |
|                | Jacques Badet élu | PS             | 22 005       | 40,98        | 34 154      | 57,34       |  |
|                | Guy Le Coq        | UDF (UNM)      | 19 707       | 36,70        | 25 410      | 42,66       |  |
|                | André Géry        | PCF            | 6 652        | 12,39        |             |             |  |
|                | Paul Privat       | MÉP            | 2 443        | 4,55         |             |             |  |
|                | Gérard Chavagnac  | PFN            | 2 166        | 4,03         |             |             |  |
|                | André Moulin      | LO             | 729          | 1,36         |             |             |  |
|                | L. Servandon      | CCA            | 1            | 0            |             |             |  |
|                |                   |                |              |              |             |             |  |
| Inscrits       | Inscrits          | Inscrits       | 80 242       | 100,00       | 80 242      | 100,00      |  |
| Abstentions    | Abstentions       | Abstentions    | 25 902       | 32,28        | 19 787      | 24,66       |  |
| Votants        | Votants           | Votants        | 54 340       | 67,72        | 60 455      | 75,34       |  |
| Blancs et nuls | Blancs et nuls    | Blancs et nuls | 637          | 1,17         | 891         | 1,47        |  |
| Exprimés       | Exprimés          | Exprimés       | 53 703       | 98,83        | 59 564      | 98,53       |  |

#### Quatrième circonscription (Firminy)
| Candidat       | Candidat                       | Parti              | Premier tour | Premier tour | Second tour | Second tour |  |
| Candidat       | Candidat                       | Parti              | Voix         | %            | Voix        | %           |  |
| -------------- | ------------------------------ | ------------------ | ------------ | ------------ | ----------- | ----------- |  |
|                | Théo Vial-Massat sortant réélu | PCF                | 14 907       | 40,14        | 23 318      | 57,13       |  |
|                | Jean-Pierre Perrier            | UDF (CDS)          | 12 173       | 32,78        | 17 500      | 42,87       |  |
|                | André Reynard                  | PS                 | 7 788        | 20,97        | Retrait     | Retrait     |  |
|                | Jean-Marcel Fouvet             | Divers gauche (CG) | 1 330        | 3,58         |             |             |  |
|                | Jean-Paul Chartron             | PSU                | 941          | 2,53         |             |             |  |
|                |                                |                    |              |              |             |             |  |
| Inscrits       | Inscrits                       | Inscrits           | 58 048       | 100,00       | 58 048      | 100,00      |  |
| Abstentions    | Abstentions                    | Abstentions        | 20 120       | 34,66        | 15 950      | 27,48       |  |
| Votants        | Votants                        | Votants            | 37 928       | 65,34        | 42 098      | 72,52       |  |
| Blancs et nuls | Blancs et nuls                 | Blancs et nuls     | 789          | 2,08         | 1 280       | 3,04        |  |
| Exprimés       | Exprimés                       | Exprimés           | 37 139       | 97,92        | 40 818      | 96,96       |  |

#### Cinquième circonscription (Roanne)
|                | Jean Auroux sortant réélu | PS             | 24 468 | 51,30  |  |  |  |
|                | Jean-Jacques Brossard     | RPR (UNM)      | 11 366 | 23,83  |  |  |  |
|                | Serge Feugère             | PCF            | 6 086  | 12,76  |  |  |  |
|                | Jacques Calmels           | UDF (CDS)      | 5 772  | 12,10  |  |  |  |
|                |                           |                |        |        |  |  |  |
| Inscrits       | Inscrits                  | Inscrits       | 70 734 | 100,00 |  |  |  |
| Abstentions    | Abstentions               | Abstentions    | 22 417 | 31,69  |  |  |  |
| Votants        | Votants                   | Votants        | 48 317 | 68,31  |  |  |  |
| Blancs et nuls | Blancs et nuls            | Blancs et nuls | 625    | 1,29   |  |  |  |
| Exprimés       | Exprimés                  | Exprimés       | 47 692 | 98,71  |  |  |  |

#### Sixième circonscription (Feurs)
|                | Pascal Clément sortant réélu | UDF (PR)       | 20 451 | 52,76  |  |  |  |
|                | Jean-Claude Frécon           | PS             | 15 386 | 39,70  |  |  |  |
|                | Paul Guilhou                 | PCF            | 2 922  | 7,54   |  |  |  |
|                |                              |                |        |        |  |  |  |
| Inscrits       | Inscrits                     | Inscrits       | 53 590 | 100,00 |  |  |  |
| Abstentions    | Abstentions                  | Abstentions    | 14 290 | 26,67  |  |  |  |
| Votants        | Votants                      | Votants        | 39 300 | 73,33  |  |  |  |
| Blancs et nuls | Blancs et nuls               | Blancs et nuls | 541    | 1,38   |  |  |  |
| Exprimés       | Exprimés                     | Exprimés       | 38 759 | 98,62  |  |  |  |

#### Septième circonscription (Montbrison)
|                | Henri Bayard sortant réélu | UDF (PR)       | 30 239 | 54,74  |  |  |  |
|                | Lucien Moullier            | PS             | 19 457 | 35,22  |  |  |  |
|                | Jean Anglard               | PCF            | 5 545  | 10,04  |  |  |  |
|                |                            |                |        |        |  |  |  |
| Inscrits       | Inscrits                   | Inscrits       | 78 313 | 100,00 |  |  |  |
| Abstentions    | Abstentions                | Abstentions    | 22 358 | 28,55  |  |  |  |
| Votants        | Votants                    | Votants        | 55 955 | 71,45  |  |  |  |
| Blancs et nuls | Blancs et nuls             | Blancs et nuls | 714    | 1,28   |  |  |  |
| Exprimés       | Exprimés                   | Exprimés       | 55 241 | 98,72  |  |  |  |